# بوفتیونین
بوفتیونین (به انگلیسی: Bufothionine) با فرمول شیمیایی C۱۲H۱۵N۲O۳S یک ترکیب شیمیایی با شناسه پاب‌کم ۵۳۱۵۵۳۶ است؛ که جرم مولی آن ۲۶۷٫۳۲۴ g/mol می‌باشد.